# شيبي (جزيرة)
شيبي هي جزيرة تقع قبالة الساحل الشمالي لمقاطعة كنت، تقع في جنوب بحر الشمال في مصب نهر التيمز، عدد سكانها حسب تعداد عام 2001 هو 37852 نسمة.

## أعلام
- لورينزو ييتس
- فرد إليس
- غاري ميلز